# Araneus mauensis
Araneus mauensis är en spindelart som beskrevs av Lodovico di Caporiacco 1949. Araneus mauensis ingår i släktet Araneus och familjen hjulspindlar.
Artens utbredningsområde är Kenya. Utöver nominatformen finns också underarten A. m. ocellatus.